# Amber Rayne
Meghan Wren, más conocida por su nombre artístico Amber Rayne (Detroit, Míchigan; 19 de septiembre de 1984-Los Ángeles, California; 2 de abril de 2016), fue una actriz pornográfica estadounidense.

## Biografía
Tenía ascendencia italiana, escocesa y de nativos americanos. Asistió a la California State University y se especializó en artes, como teatro, danza y en historia del arte. Trabajó como extra en películas y en shows en televisión antes de iniciar su carrera.

## Carrera
Ingresó en la industria de películas para adultos en 2005. En abril de 2015, anunció oficialmente su retiro de las películas para adultos, cuando filmó Wanted a fines de ese año, aunque mencionó que saldría de su apartamiento del medio, para actuar en una película final para adultos, deseando regresar al año siguiente. Le prometió al director de esta película, Stormy Daniels, que podría intervenir en esa película seis años antes de su filmación. De acuerdo a informes, ella trabajó en la industria del cine para adultos, como directora, productora y editora.

## Vida personal
Rayne tenía ambos estilos de vida tanto en la pantalla como en su vida privada. Residía en Santa Mónica California desde el inicio de su carrera. Dueña de una granja de caballos, además de ser entrenadora de equitación. Tuvo varios trabajos entre los cuales se mencionan como cuidadora de caballos, asistente de mánager en giras, así como operadora de cámara de filmación, además de diseñadora para videojuegos.
Había sobrevivido al linfoma no Hodgkin y al cáncer uterino.

## Muerte
Falleció el 2 de abril de 2016 a los 31 años mientras dormía en su casa. El Departamento de la oficina del médico forense del condado de Los Ángeles anunció que su muerte fue causada por una sobredosis accidental de fármacos a través del consumo de una combinación de cocaína y alcohol.

## Premios
- 2009: AVN Award – Unsung Starlet of the Year[2]
- 2009: XRCO Award – Unsung Siren[3]
- 2010: Indicada ao AVN Award - Female Performer of the Year[4]